# Levkivka, Starokosteantîniv
Levkivka (în ucraineană Левківка) este un sat în comuna Serbînivka din raionul Starokosteantîniv, regiunea Hmelnîțkîi, Ucraina.

## Demografie
Componența lingvistică a localității Levkivka
     Ucraineană (99%)
     Alte limbi (0,87%)
Conform recensământului din 2001, majoritatea populației localității Levkivka era vorbitoare de ucraineană (99%), existând în minoritate și vorbitori de alte limbi.